# Нерубайка (Олександрівський район)
Нерубайка — колишній населений пункт в Кіровоградській області у складі Олександрівського району.

## Стислі відомості
В 1930-х роках — у складі Олександрівського району Дніпропетровської області.
В часі Голодомору 1932—1933 років від нелюдської смерті в селі померло не менше 31 людини.
Дата зникнення станом на травень 2023 року невідома.